# Åsele köping
Åsele köping var en tidigare kommun i Västerbottens län. Centralort var Åsele och kommunkod 1959-1970 var 2463.

## Administrativ historik
Den 5 juli 1901 inrättades Åsele municipalsamhälle inom Åsele landskommun. Den 1 januari 1959 blev Åsele köping och landskommunen som helhet ombildades därmed till köping, samtidigt som municipalsamhället upplöstes. Åsele blev därmed den sista landskommunen i landet att uppnå status som köping. År 1971 infördes enhetlig kommuntyp och Åsele köping ombildades därmed, utan någon territoriell förändring, till Åsele kommun. 
Åsele köping tillhörde Åsele församling.

## Köpingsvapnet
Blasonering: I rött fält ett framåtvänt renhuvud och mellan dess horn blomman av en näckros (Nuphar Luteum), allt av guld.
Detta vapen fastställdes av Kungl. Maj:t för Åsele landskommun 1955 och togs sedan över av köpingen 1959. Vapnet förs idag av den nuvarande Åsele kommun. Se artikeln om Åsele kommunvapen för mer information.

## Geografi

### Tätorter i köpingen 1960
I Åsele köping fanns tätorten Åsele, som hade 1 863 invånare den 1 november 1960. Tätortsgraden i köpingen var då 32,5 procent.

## Politik

### Mandatfördelning i valen 1958-1966
| 18 | 4 | 5 | 3 |

| 26 |

| 17 | 4 | 7 | 2 |

| 27 |

| 16 | 5 | 6 |  | 2 |

| 26 |

För valresultat före 1958, se Åsele landskommun.
För valresultat efter 1966, se: Åsele kommun.